# Für dich immer noch Fanta Sie
Für dich immer noch Fanta Sie ist das achte reguläre Studioalbum der Fantastischen Vier. Es wurde am 14. Mai 2010 bei Four Music/Sony BMG veröffentlicht.

## Geschichte
Das Album entstand wie die beiden Vorgänger per gemeinsamem Brainstorming im Bregenzerwald sowie in einer weiteren Woche auf Mallorca. Abgemischt wurde die Platte in Berlin, im Studio von Thomas Burchia (Turntablerocker), und in Kornwestheim bei Ralf C. Mayer im Tucan Studio. Als erfolgreiche, poporientierte Single wurde Gebt uns ruhig die Schuld (den Rest könnt ihr behalten) ausgekoppelt.

## Rezeption
Das Album erreichte Platz 1 der deutschen Charts und zum ersten Mal seit 4:99 auch wieder Platz 1 der Schweizer Charts. Michael Schuh von Laut.de vergab 3 von 5 Sternen. Er schrieb: „Man hört die neuen Tracks, scannt das zugehörige Promomaterial und denkt spontan: Wie früher! Jetzt nicht einmal im Sinne musikalischer Stagnation, eher bezüglich einer gewissen inneren Haltung: Bei den alten Hasen spielt das Thema Älterwerden irgendwie keine Rolle.“

## Titelliste
| Nr. | Titel                                                   | Länge |
| --- | ------------------------------------------------------- | ----- |
| 1.  | Wie Gladiatoren                                         | 3:44  |
| 2.  | Dann mach doch mal                                      | 4:11  |
| 3.  | Gebt uns ruhig die Schuld (den Rest könnt ihr behalten) | 4:14  |
| 4.  | Für dich immer noch Fanta Sie Teil 1                    | 1:46  |
| 5.  | Junge trifft Mädchen                                    | 4:28  |
| 6.  | Garnichsotoll                                           | 5:10  |
| 7.  | Smudo in Zukunft                                        | 3:01  |
| 8.  | Danke                                                   | 4:08  |
| 9.  | Die Lösung                                              | 4:12  |
| 10. | Schnauze                                                | 3:35  |
| 11. | Für immer zusammen                                      | 4:24  |
| 12. | Für dich immer noch Fanta Sie Teil 2                    | 1:37  |
| 13. | Das letzte Mal                                          | 4:06  |
| 14. | Kaputt                                                  | 4:19  |
| 15. | Mantra                                                  | 5:49  |
| 16. | Was wollen wir noch mehr?                               | 5:16  |